# Walter Müller (Lithograf)

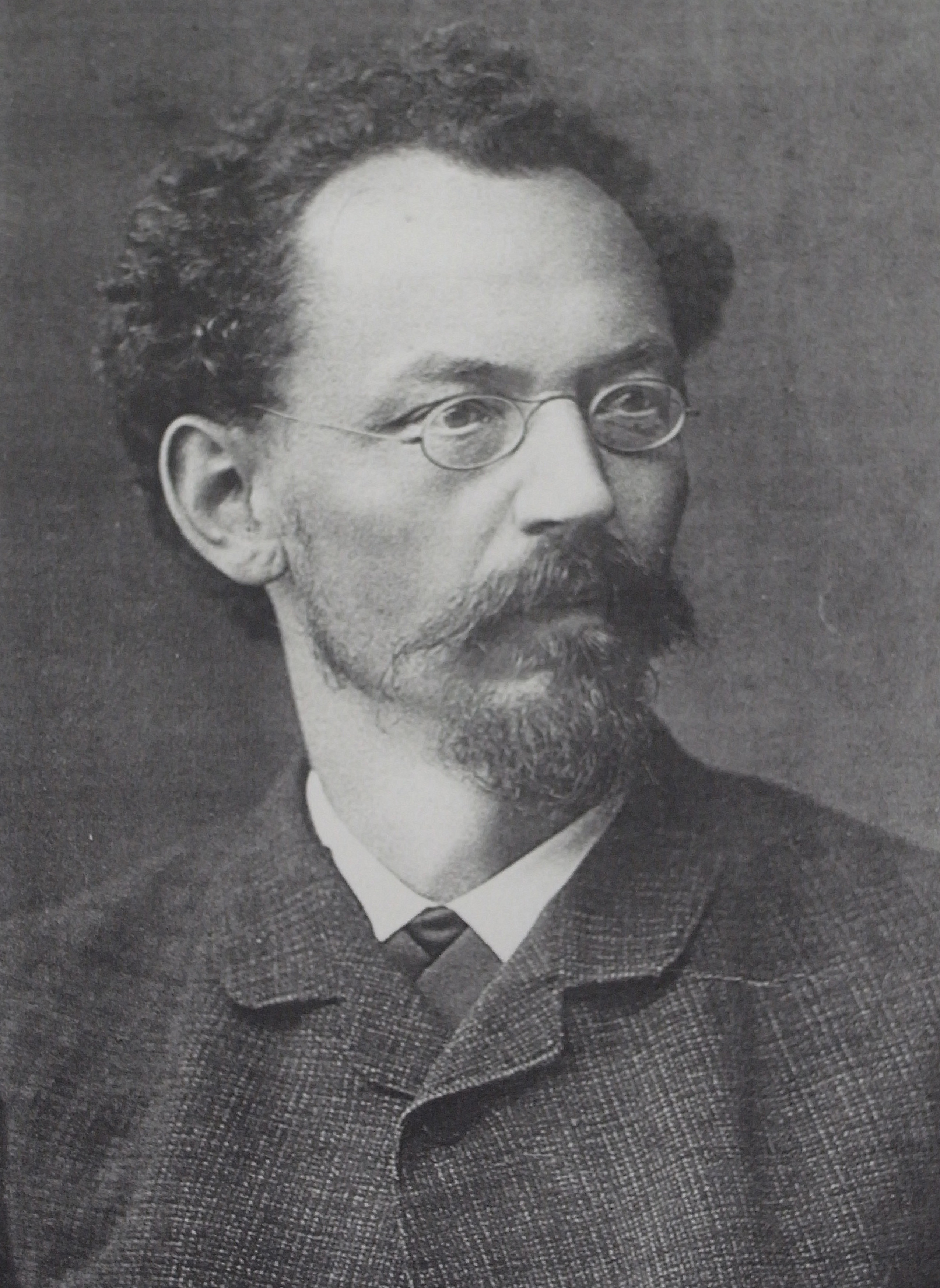
Walter Müller

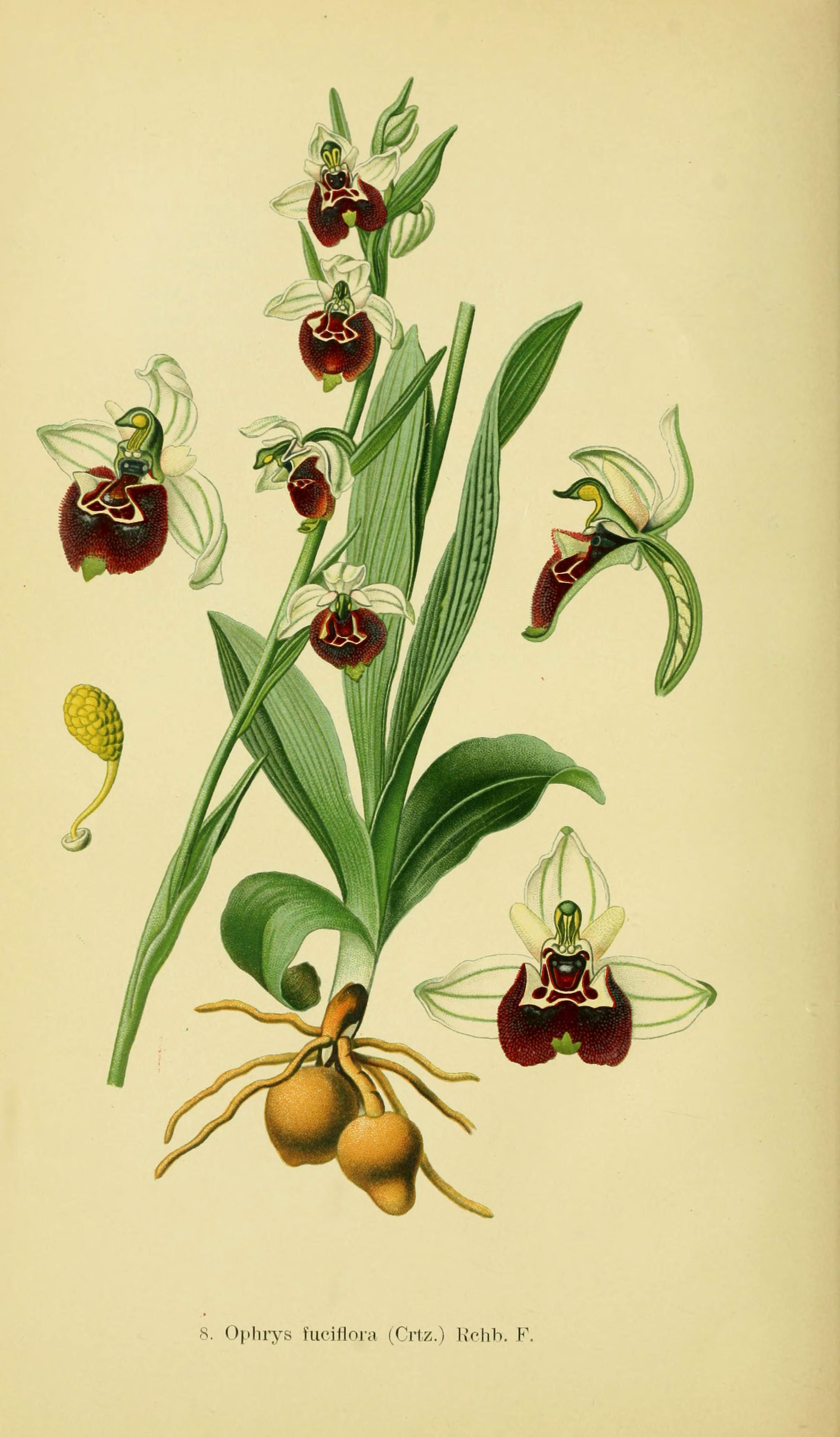
Die Orchideen Mitteleuropas, Friedländer & Sohn, 1904

Wilhelm Walter Müller (* 30. November 1845 in Gera; † 15. Juli 1927 ebenda) war ein deutscher Zeichner, Lithograf und Herausgeber von bedeutenden botanischen Werken.

## Leben
Walter Müller wurde als Sohn eines Fuhrunternehmers in Gera geboren. Er wollte ursprünglich Künstler werden, ging nach Dresden und hatte Verbindung zu Schülern von Ludwig Richter, den er sehr verehrte. Durch den plötzlichen Tod seines Vaters im Jahr 1864 musste er zurück nach Gera, um den Familienunterhalt zu sichern. Später wandte er sich vorrangig der Lithographie zu. Vom Herbst 1867 bis zum Sommer 1869 fand er eine Anstellung in der Buchdruckerei Friedrich Wilhelm Stopp in Tetschen/Böhmen. Um 1870 zog er wieder zurück nach Gera und trat in die Lithographische Anstalt von Gustav Hermann Reibestein ein, dessen Partner er bald darauf wurde. 1873 erschien im Geraer Adressbuch erstmals die neu gegründete Firma Lithographische Anstalt Reibestein & Müller.
Erste Veröffentlichungen botanischer Werke sind ab 1879 nachweisbar (Tafeln im „Taschenbuch für Pflanzensammler“). Zwischen 1880 und 1910 lag die Hauptperiode seines lithografischen Schaffens. In dieser Zeit entstanden ca. 6.000 Pflanzentafeln als Aquarell oder Lithographie. Zum Teil erschienen die Werke im eigenen Verlag. Als anerkannter Heimatforscher befasste er sich überwiegend mit der Thüringer Botanik um Gera.
1892 erwarb Walter Müller vom Kaufmann Otto Lebe das Grundstück Schillerstraße 7a und die darauf befindliche Firma „Bornschein & Lebe“, die er unter diesem Namen weiterführte. 1903 meldete er unter derselben Adresse eine zweite Firma „Walter Müller Lithographische Anstalt, Stein- und Buchdruckerei“ an. 1919 erfolgte aus Altersgründen die Aufgabe der Firma „Bornschein & Lebe“ und der Verkauf seiner Lithographischen Anstalt an die neu gegründete Vereinigte Kunstdruckereien Kurt Lehmann & Co. OHG. Mitbegründer und Geschäftsführer dieses Unternehmens war einer seiner Söhne, der Lithograph Werner Müller.
1873 heiratete Walter Müller Elise Emma Pendorf, die aber bereits nach fünf Monaten verstarb. Drei Jahre später ehelichte er Elise Anna Hofmann, die Tochter des Geraer Zeugmachers Heinrich Ernst Hofmann. Sein Geschäftspartner Gustav Hermann Reibestein war ein Jahr zuvor durch die Heirat der jüngeren Schwester Ottilie Ida Hofmann zu seinem Schwager geworden. Aus der Ehe gingen vier Kinder hervor. Auch die  zweite Ehefrau verstarb früh (1885) und er heiratete daraufhin seine Jugendliebe Henriette Marie Kathinka Carlow, verw. Meister am 18. Februar 1886 in Gera. Sie brachte zwei eigene Kinder aus erster Ehe mit. Es folgten vier weitere Kinder mit Walter Müller. Der Zwillingsbruder von Werner, Wilhelm Paul, wurde Kunstmaler und signierte in Würdigung seiner Geburtsstadt mit Willy Müller-Gera.
Walter Müller verstarb am 15. Juli 1927 in Gera.

## Werke
Walter Müller fertigte Lithographien unter anderem für folgende Werke an:
- Fischer, Emil: Taschenbuch für Pflanzensammler, 1. Auflage, Verlag Oskar Leiner, Leipzig 1879
- Schlechtendahl, Hallier: Flora von Deutschland, Bd. 9–30, Verlag Fr. Eugen Köhler, Gera-Untermhaus 1882–1889
- Thomé, Otto Wilhelm: Flora von Deutschland, Österreich und der Schweiz in Wort und Bild für Schule und Haus, 4 Bände, Verlag von Fr. Eugen Köhler, Gera-Untermhaus 1888
- Anleitung zur Beurteilung des Pferdeheues nebst 129 Tafeln Abbildungen der dabei besonders beachtenswerten Gräser und Kräuter, Verlag von Fr. Eugen Köhler, Leipzig 1889
- Goethe, R., Herm. Degenkolb u. R. Mertens (Hrsg.): Die wichtigsten deutschen Kernobstsorten, Verlag A. Nugel, Gera 1894
- Correvon, Henry: Album des orchidées. - 60 Planches coloriées., W. Kündig & Fils, Genf 1899Signatur bei Orchideen-Darstellungen von 1899 und 1904

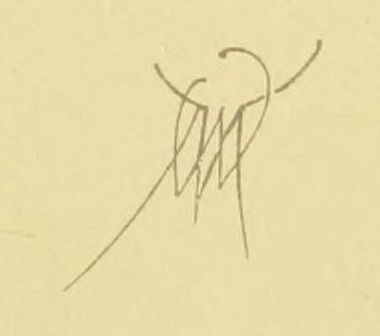
Signatur bei Orchideen-Darstellungen von 1899 und 1904

- Walter Müller: Abbildungen der in Deutschland und den angrenzenden Gebieten vorkommenden Grundformen der Orchideen-Arten. Gera 1900[1]
- Tümpel, Rudolph Prof. Dr.: Die Geradflügler Mitteleuropas, Wilkens Verlag, Eisenach 1901
- Kränzlin, Fritz: Abbildungen der in Deutschland und den angrenzenden Gebieten vorkommenden Grundformen der Orchideen-Arten., R. Friedländer & Sohn, Berlin 1904 (W. Müller 1900 mit neuen Texten)
- Hahn, Gotthold: Der Pilzsammler, Verlag Hermann Kanitz, Gera 1903